# Birgit Eggers
Birgit Eggers (Estocolmo, 27 de junio de 1913 - 19 de noviembre de 2002) fue una actriz teatral sueca. Su nombre completo era Birgit Johanna Eggers.

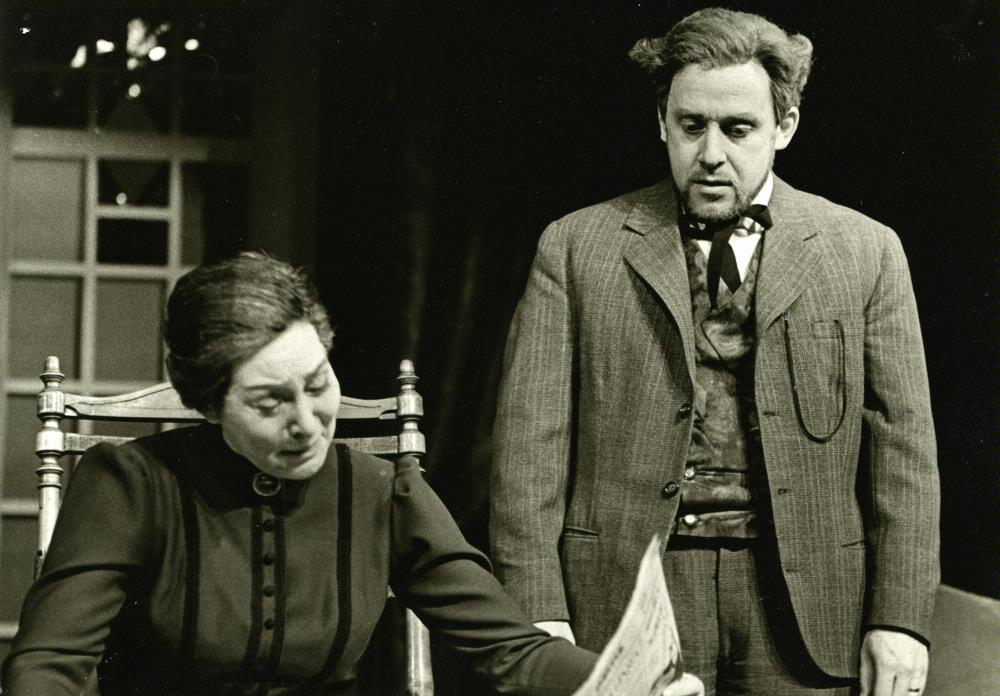
Birgit Eggers y Per Sjöstrand en Påsk (1966).

## Filmografía
- 1974 – 1975 : Pappa Pellerins dotter (TV)
- 1976 : Sven Klangs kvintett
- 1980 : Den enes död...
- 1980 : Prins Hatt under jorden
- 1984 : Sköna juveler

## Teatro (selección)
- 1964 : La casa de Bernarda Alba, de Federico García Lorca, dirección de Eva Sköld, Malmö stadsteater
- 1967 : El zoo de cristal, de Tennessee Williams, dirección de Per Sjöstrand, Helsingborgs stadsteater.[2]
- 1967 : Marius, de Marcel Pagnol, dirección de Lars Göran Carlson, Helsingborgs stadsteater.[3]
- 1968 : Vad händer?, de Mats Ödeen, dirección de Lars Göran Carlson, Helsingborgs stadsteater.[4]
- 1971 : La casa de Bernarda Alba, de Federico García Lorca, dirección de Lars-Levi Læstadius, Helsingborgs stadsteater.[5]
- 1971 : Tillståndet, de Kent Andersson y Bengt Bratt, dirección de Stellan Olsson, Helsingborgs stadsteater.[6]
- 1972 : Skymningsbaren, de Arthur Koestler, dirección de Stellan Olsson, Helsingborgs stadsteater.[7]
- 1972 : Fruar på vift, de Georges Feydeau, dirección de Lars-Levi Læstadius, Helsingborgs stadsteater.[8]
- 1973 : Melodi på lergök, de Lars-Levi Læstadius, dirección de Lars-Levi Læstadius, Helsingborgs stadsteater.[9]
- 1974 : Kaktusblomman, de Pierre Barillet y Jean-Pierre Grédy, dirección de Claes Sylwander, Helsingborgs stadsteater.[10]
- 1974 : Tartufo, de Molière, dirección de HansKarl Zeiser, Helsingborgs stadsteater.[11]
- 1975 : Åh, ljuva ungdomstid, de Eugene O'Neill, dirección de Olle Johansson, Helsingborgs stadsteater.[12]
- 1979 : El violinista en el tejado, de Jerry Bock, Sheldon Harnick y Joseph Stein, dirección de Edith Roger, Helsingborgs stadsteater.[13]
- 1981 : Leva loppan, de Georges Feydeau, dirección de Henning Moritzen, Helsingborgs stadsteater.[14]
- 1985 : Advent, de August Strindberg, dirección de Lars Svensson, Helsingborgs stadsteater.[15]